# Primera Divisió (2021/2022)
Primera Divisió (2021/2022) (zwana jako Lliga Multisegur Assegurances ze względów sponsorskich) – 27. edycja najwyższej klasy rozgrywkowej piłki nożnej w Andorze. 
Brało w niej udział 8 drużyn, które w okresie od 19 września 2021 do 22 maja 2021 rozegrały w dwóch rundach 27 kolejek meczów.
Tytuł mistrzowski obroniła drużyna Inter Club d’Escaldes zdobywając trzeci tytuł z rzędu i trzeci w historii.

## Drużyny
| Uczestnicy poprzedniej edycji                                                                                 | Uczestnicy poprzedniej edycji | Uczestnicy poprzedniej edycji | Uczestnicy poprzedniej edycji |
| --- | ----------------------------- | ----------------------------- | ----------------------------- |
| INT | Inter Club d’Escaldes         | 1                             |                               |
| SJU | UE Sant Julià                 | 2                             |                               |
| SFC | FC Santa Coloma               | 3                             |                               |
| ATL | Atlètic D'Escaldes            | 4                             |                               |
| ENG | UE Engordany                  | 5                             |                               |
| SUE | UE Santa Coloma               | 6                             |                               |
| Zwycięzca baraży o Primera Divisió                                                                            |                               |                               |                               |
| CAR | CE Carroi                     | 7                             |                               |
| Awans z Segona Divisió                                                                                        |                               |                               |                               |
| ORD | FC Ordino                     | 1                             |                               |
| Oznaczenia: - kolumna pierwsza – skróty nazw drużyn, - kolumna trzecia – miejsce zajęte w poprzednim sezonie. |                               |                               |                               |

## Format rozgrywek
Osiem uczestniczących drużyn w pierwszej fazie rozgrywek gra ze sobą trzykrotnie. 
W ten sposób odbywa się pierwszych 21 meczów. Następnie liga zostaje podzielona na dwie grupy po cztery zespoły. 
W obu grupach drużyny rozgrywają kolejne mecze – dwukrotnie (mecz i rewanż) z każdą z drużyn znajdujących się w jej połówce tabeli. 
W ten sposób każda z drużyn rozgrywa kolejnych sześć meczów, a punkty i bramki zdobyte w pierwszej fazie są brane pod uwagę w fazie drugiej. 
Górna połówka tabeli walczy o mistrzostwo Andory oraz kwalifikacje do rozgrywek europejskich, natomiast dolna połówka broni się przed spadkiem. 
Do niższej ligi spada bezpośrednio ostatnia drużyna, a przedostatnia musi rozgrywać baraż z drugą drużyną z niższej ligi.

## Faza zasadnicza
| Lp. | Drużyna                 | M  | Z  | R | P  | B+ | B- | +/– | Pkt | Kwalifikacja      |  | INT | SUE | SJU | ACE | SFC | ORD | ENG | CAR | INT | SUE | SJU | ACE | SFC | ORD | ENG | CAR |
| --- | ----------------------- | -- | -- | - | -- | -- | -- | --- | --- | ----------------- |  | --- | --- | --- | --- | --- | --- | --- | --- | --- | --- | --- | --- | --- | --- | --- | --- |
| 1   | Inter Club d’Escaldes   | 21 | 12 | 6 | 3  | 42 | 15 | +27 | 42  | Grupa mistrzowska |  |     | 2–2 | 1–0 | 0–0 | 1–1 | 3–0 | 3–0 | 4–2 |     |     |     | 2–1 | 1–2 |     | 4–1 |     |
| 2   | UE Santa Coloma         | 21 | 11 | 6 | 4  | 29 | 19 | +10 | 39  | Grupa mistrzowska |  | 0–1 |     | 1–1 | 1–3 | 2–1 | 1–0 | 1–0 | 1–2 | 1–0 |     |     |     | 1–1 |     | 1–0 |     |
| 3   | Sant Julià              | 21 | 10 | 7 | 4  | 33 | 21 | +12 | 37  | Grupa mistrzowska |  | 0–0 | 1–2 |     | 1–0 | 0–0 | 1–1 | 3–2 | 2–0 | 0–0 | 0–4 |     |     |     |     |     | 4–1 |
| 4   | Atlètic Club d’Escaldes | 21 | 10 | 7 | 4  | 36 | 19 | +17 | 37  | Grupa mistrzowska |  | 1–1 | 0–0 | 1–1 |     | 2–1 | 3–0 | 3–1 | 3–1 |     | 1–1 | 2–3 |     |     |     |     | 2–1 |
| 5   | FC Santa Coloma         | 21 | 10 | 7 | 4  | 41 | 26 | +15 | 37  | Grupa spadkowa    |  | 3–2 | 3–1 | 1–3 | 1–3 |     | 3–2 | 1–1 | 3–0 |     |     | 2–0 | 1–1 |     | 2–1 | 1–1 |     |
| 6   | Ordino                  | 21 | 5  | 4 | 12 | 19 | 39 | −20 | 19  | Grupa spadkowa    |  | 0–4 | 0–2 | 0–1 | 1–1 | 0–0 |     | 1–0 | 2–0 | 0–7 | 0–1 | 1–2 | 0–5 |     |     |     |     |
| 7   | Engordany               | 21 | 4  | 5 | 12 | 23 | 37 | −14 | 17  | Grupa spadkowa    |  | 1–2 | 1–1 | 1–1 | 0–2 | 2–4 | 2–4 |     | 3–1 |     |     | 1–3 | 1–0 |     | 0–0 |     | 1–0 |
| 8   | Carroi                  | 21 | 1  | 0 | 20 | 15 | 62 | −47 | 3   | Grupa spadkowa    |  | 0–2 | 1–2 | 0–6 | 1–2 | 2–5 | 1–5 | 1–4 |     | 0–2 | 1–3 |     |     | 0–5 | 0–1 |     |     |

## Faza finałowa
| Grupa mistrzowska |                             |    |    |    |    |    |    |     |    |                                                |  |     |     |     |     |     |     |     |     |
| 1                 | Inter Club d’Escaldes (M)   | 27 | 14 | 8  | 5  | 54 | 24 | +30 | 50 | Liga Mistrzów UEFA • Runda wstępna             |  |     | 1–3 | 4–1 | 4–1 |     |     |     |     |
| 2                 | UE Santa Coloma             | 27 | 13 | 8  | 6  | 37 | 26 | +11 | 47 | Liga Konferencji UEFA • I runda kwalifikacyjna |  | 1–0 |     | 0–0 | 1–1 |     |     |     |     |
| 3                 | Sant Julià                  | 27 | 12 | 10 | 5  | 41 | 30 | +11 | 46 |                                                |  | 2–2 | 2–1 |     | 1–1 |     |     |     |     |
| 4                 | Atlètic Club d’Escaldes (P) | 27 | 11 | 10 | 6  | 44 | 30 | +14 | 43 | Liga Konferencji UEFA • I runda kwalifikacyjna |  | 1–1 | 3–2 | 1–2 |     |     |     |     |     |
| Grupa spadkowa    |                             |    |    |    |    |    |    |     |    |                                                |  |     |     |     |     |     |     |     |     |
| 5                 | FC Santa Coloma             | 27 | 15 | 7  | 5  | 64 | 34 | +30 | 52 |                                                |  |     |     |     |     |     | 3–2 | 8–1 | 1–2 |
| 6                 | Ordino                      | 27 | 7  | 6  | 14 | 30 | 49 | −19 | 27 |                                                |  |     |     |     | 2–3 |     | 2–1 | 2–2 |     |
| 7                 | Engordany (B, O)            | 27 | 5  | 5  | 17 | 29 | 55 | −26 | 20 | Baraże o Primera Divisió                       |  |     |     |     |     | 1–4 | 0–2 |     | 1–2 |
| 8                 | Carroi (S)                  | 27 | 3  | 2  | 22 | 22 | 73 | −51 | 11 | Spadek do Segona Divisió                       |  |     |     |     |     | 0–4 | 1–1 | 0–2 |     |

## Baraże o Primera Divisió
Engordany wygrał 7-1 dwumecz z La Massana wicemistrzem Segona Divisió (2021/2022) o miejsce w Primera Divisió (2022/2023).
| 29 maja 2022 | Immobiliaria CISA FS La Massana | 0:3   | Engordany                                                                      |                                                                                          |
| 20:00        |                                 | (0:2) | 4' Marcel Oliva Ruiz · 10' Diego Alejandro Nájera Quintero · 78' Marvin Assane | Stadion Camp de Futbol La Massana (La Massana) Sędzia: Manuel Antonio Nogueira Fernandes |

| 1 czerwca 2022 | Engordany                                                                           | 4:1   | Immobiliaria CISA FS La Massana |                                                    |
| 20:30          | Marcel Olivia Ruiz 25', 90+1' · Nicolas Mariano Minutella 27' · Matias Mirabaje 51' | (2:0) | 78' Jonathan Leighton           | Centre d'Entrenament de la FAF 1, Andorra La Vella |

## Najlepsi strzelcy
| Bramki | Strzelcy                | Drużyna                 |
| ------ | ----------------------- | ----------------------- |
| 21     | Guillaume Silvain Lopez | FC Santa Coloma         |
| 15     | Jaime Grondona          | FC Santa Coloma         |
| 12     | Gerard Artigas Fonullet | Inter Club d’Escaldes   |
| 12     | Aleix Cisteró Serna     | Atlètic Club d’Escaldes |
| 10     | David Corominas Saura   | Ordino                  |
| 9      | Joel Paredes Leonés     | Inter Club d’Escaldes   |
| 8      | Bubacar Njie Kambi      | Sant Julià              |
| 7      | Ramiro Maldonado        | Sant Julià              |
| 7      | Genis Soldevila Solduga | Atlètic Club d’Escaldes |
| 6      | Diego Nájera            | Engordany               |
| 6      | Roberto Lopez Lopez     | Carroi                  |
| 6      | Ahmed Belhadji          | Inter Club d’Escaldes   |

Źródło: 